# Jean Kobs

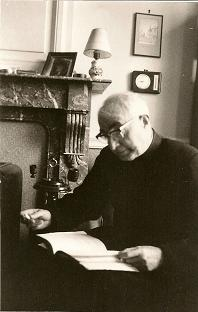
Jean Kobs

Jean Kobs (Hayange, 12 april 1912 - Yvoir, 29 augustus 1981) was een Belgisch-Franse rooms-katholieke priester en Franstalige dichter.

## Levensloop
Kobs werd geboren in Hayange (toen als gemeente in Lotharingen deel van het Duitse Keizerrijk) uit Belgische ouders die naar daar waren geëmigreerd. Tijdens de Eerste Wereldoorlog verbleef hij met zijn moeder bij zijn grootouders in Houffalize. Zijn vader was in Duitse gevangenschap afgevoerd naar Beieren. In 1919 keerde het gezin terug naar Hayange om twee jaar later te verhuizen naar Erzange. In 1923 ging hij op kostschool naar het kleinseminarie van Bastenaken. Hij ving zijn priesterstudies aan in het seminarie van Namen waar hij theologie studeerde. In 1936 werd hij in Erzange tot priester gewijd.
Als parochiepriester was Kobs achtereenvolgens actief in Barvaux, Dinez-Houffalize en Dave. Na zijn pensioen in 1977 vestigde hij zich in Wépion.

## Dichter
In 1949 werd een eerste dichtbundel uitgegeven: Le Parfum du Silence. In 1953 volgde een tweede bundel: Roses de la Nuit. In 1973 en 1974 verscheen in twee delen zijn meesterwerk Le Kobzar de l’exil, een werk in 1059 sonnetten. Zijn werk wordt getypeerd door lyrisme en een affiniteit met de oosterse filosofieën.

## Prijzen
- Prix Amélie Mesureur de Wally (1953)
- Prix Broquette-Gonin (Académie française 1974)
- Prix Davignon (Académie Royale de langue et de littératures françaises de Belgique)
- Prix Marcel Lobet (Association Royale des Écrivains de Wallonie)
- Grand Prix (Académie des Poètes classiques de France 1974)